# Kluane / Wrangell – St. Elias / Glacier Bay / Tatshenshini-Alsek
Kluane / Wrangell – St. Elias / Glacier Bay / Tatshenshini-Alsekés és un sistema transfronterer de parcs internacionals situats al Canadà i als EUA, a la frontera de Yukon, Alaska i la Colúmbia Britànica. Va ser declarat Patrimoni de la Humanitat per la UNESCO el 1979 i ampliat el 1992 i 1994, pels seus espectaculars paisatges de glaceres i camps de gel, així com per la importància pels hàbitats dels ossos bruns, els caribús i el mufló de Dall. Té una superfície una mica més petita que el país de Corea del Sud.
Hi ha formes de relleu notables, com el camp de gel no polar més gran del món; la glacera de piemont més gran del món, la glacera de Malaspina; la glacera de la vall interior més llarga del món, la glacera Nabesna; així com el cim més alt del Canadà i el segon cim més alt d'Amèrica del Nord, el mont Logan, amb 5.959 metres. És un ampli espai relativament verge i amb molt poques carreteres.

## Els parcs

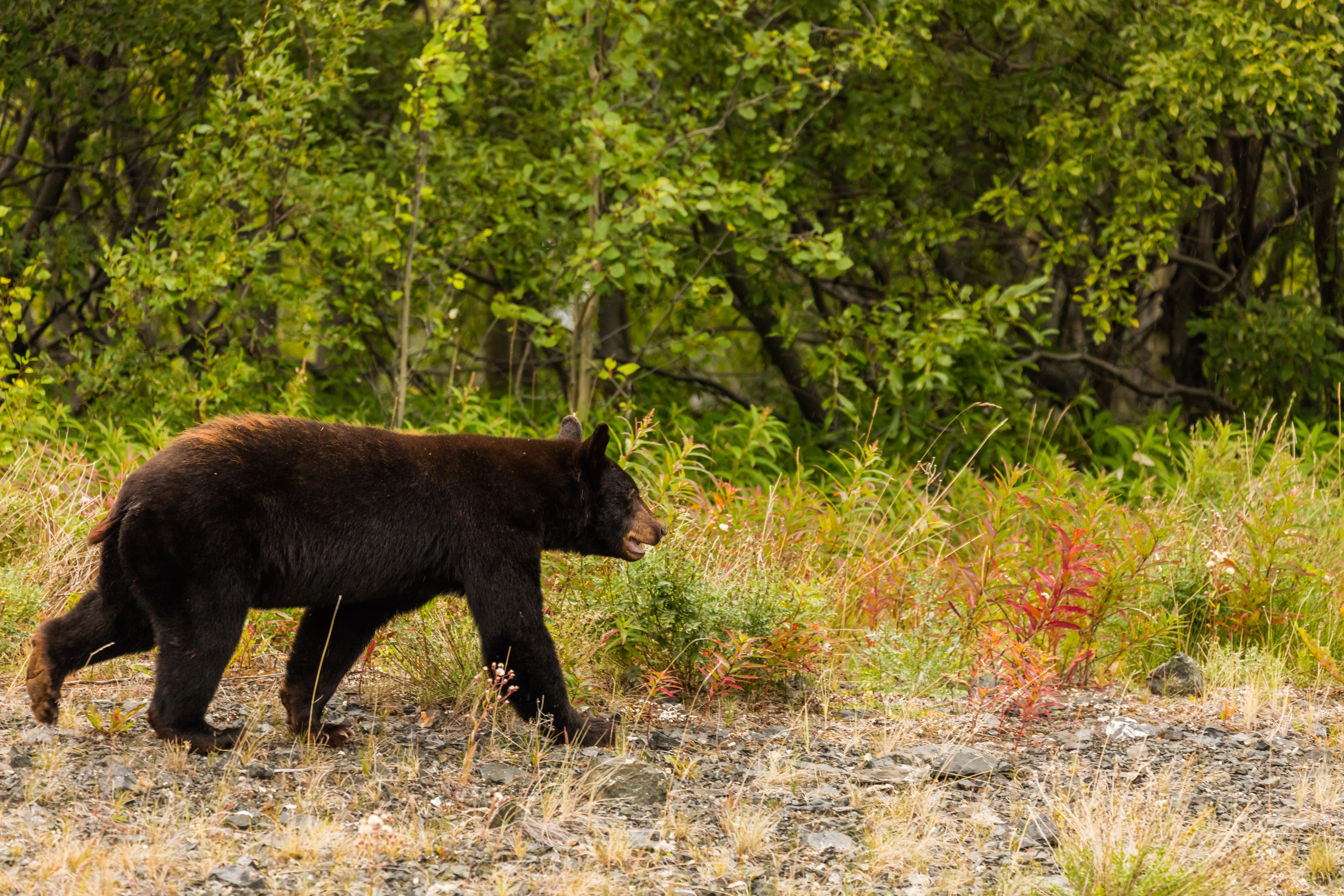
Un os bru al parc nacional de Tatshenshini-Alsek. Està distribuït per àmplies zones d'Europa, de l'Àsia temperada i de Nord-amèrica, però amb una població desigual i fragmentada en petits nuclis.

El sistema internacional comprèn parcs situats en dos països i tres regions administratives:
- Reserva i Parc Nacional de Kluane (Canadà)
- Parc i Reserva de Wrangell - Saint Elias (Estats Units)
- Parc i Reserva Nacionals de la Badia de les Glaceres (Estats Units)
- Parc Provincial de Tatshenshini-Alsek (Canadà)

### Reserva i Parc Nacional de Kluane
Situats a l'extrem sud-oest del territori del Yukon al Canadà. La Reserva i Parc Nacional de Kluane, es va establir el 1972 i abasta 22.013 quilòmetres quadrats. El parc inclou la muntanya més alta del Canadà, el Mont Logan (5.959 m) a les muntanyes de Sant Elies. Les muntanyes i les glaceres dominen el paisatge del parc, que cobreix el 82% de la seva superfície. Conté prop de 105 espècies d'aus, entre elles la perdiu blanca i l'Àguila daurada i l'àguila marina de cap blanc.

### Wrangell - Saint Elias|Parc i Reserva de Wrangell - Saint Elias
La seva superfície combinada és de 53.321 quilòmetres quadrats, la més gran de tots els parcs nacionals estatunidencs, i superior a la superfície de Suïssa.
El parc i la reserva fan frontera amb la Reserva i Parc Nacional de Kluane que formen una àrea protegida al territori canadenc del Yukon. El cim del Mont Saint Elias és a la frontera entre el Canadà i els Estats Units i amb els seus 5.489 metres resulta la segona muntanya més alta d'ambdós països. En total, nou dels setze cims més alts dels Estats Units es troben dins d'aquesta zona protegida, i també el camp de gel subpolar més gran d'Amèrica del Nord, així com glaceres, rius, volcans actius i el poblat miner abandonat de Kennecott.

### Parc i Reserva Nacional de Glacier Bay
La Badia de les Glaceres va esdevenir una part d'un Patrimoni de la Humanitat binacional de la UNESCO el 1979 i va esdevenir reserva de la biosfera el 1986. El parc i la reserva van emprendre una obligació de treballar amb les organitzacions nadiues dels pobles hoonah i tlingit en l'administració d'aquesta àrea protegida. En total, la Badia de les Glaceres cobreix 13,287 quilòmetres quadrats. La major part de la zona es designa àrea salvatge que constitueix 10,784 quilòmetres quadrats del parc i la reserva.
Dins el parc hi ha prop de 2428,1 quilòmetres quadrats d'ecosistemes marins protegits a escala federal (incloent-hi les terres submergides). L'àrea serveix com una zona verge contra el qual altres ecosistemes marins menys protegits es poden comparar.

### Parc Provincial de Tatshenshini-Alsek
Situat a la provincial de la Columbia Britànica amb una extensió de 9580 km². Va ser establert el 1993 després d'una intensa campanya de les organitzacions de conservacionistes canadenques i nord-americans per aturar l'exploració minera i el desenvolupament a la zona, i protegir la zona per al seu gran patrimoni natural i els valors de biodiversitat. Està inscrit a la llista del Patrimoni de la Humanitat de la UNESCO des del 1979.

## Característiques

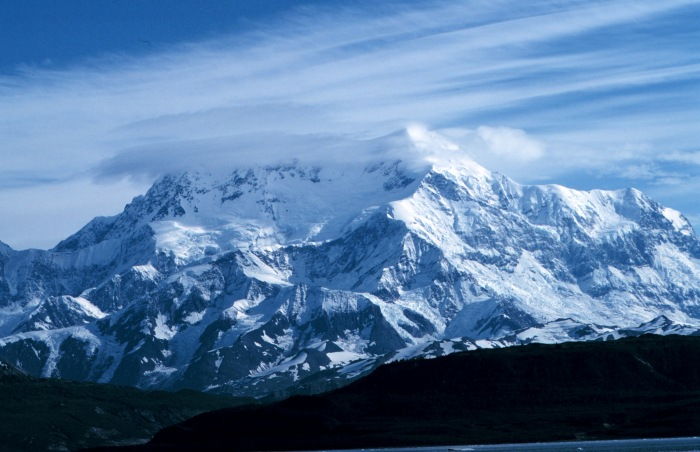
Cim nevat del Mont Saint Elias, que amb 5489 metres és la segona muntanya més alta del Canadà i els Estats Units. Forma part del parc nacional i reserva Wrangell-San Elías al costat estatunidenc i del parc nacional Kluane al costat canadenc

Els parcs que componen aquest Patrimoni Mundial continuen sent tectònicament actius i mostren alguns dels millors exemples de modificació del paisatge per la formació i el moviment de les glaceres i els camps de gel. Aquests parcs presenten una activitat contínua de construcció de muntanyes i contenen exemples excel·lents de grans canvis geològics i glaceres. Més de 200 glaceres a l'altiplà central cobert de gel es combinen per formar algunes de les glaceres més grans i llargues del món, diverses de les quals s'estenen fins al mar. Aquest tresor transfronterer ofereix oportunitats immillorables per estudiar els processos geològics més fonamentals de la Terra i serveix de centre perquè investigadors de múltiples disciplines treballin plegats. El que els científics aprenen aquí pot predir algun dia canvis a la regió i al món.
La naturalesa marina ofereix un conjunt espectacular de glaceres de marea, serralades nevades, costes oceàniques, fiords profunds i rius i llacs d'aigua dolça. A més, aquest divers paisatge terrestre i marí acull un mosaic de comunitats vegetals i una gran varietat de fauna marina i terrestre. Aquí es poden veure algunes de les glaceres més llargues i espectaculars del món.
Des del segle xix, científics, cercadors d'or, exploradors i geògrafs governamentals han documentat el que van descobrir a la Badia de les Glaceres. Tot i això, l'activitat humana a la regió es remunta a molt abans, a més de 9.000 anys. Quan els europeus van arribar a la Badia de les Glaceres al segle xviii, els tlingit eren la població nativa dominant a la regió. Havien ocupat la zona de la badia de Dundas durant més de 800 anys. Els guies tlingit van ajudar a John Muir quan va visitar la Badia de les Glaceres el 1879. Els escrits de Muir van contribuir que la Badia de les Glaceres es convertís en una popular atracció turística i al centre de moltes investigacions científiques entre finals de la dècada de 1880 i 1890. Les proves arqueològiques a la Reserva Nacional de Wrangell-San Elías, prop del límit nord de la Badia de les Glaceres, indiquen una ocupació humana contínua de la zona que es remunta a l'època en què la població nativa ahtna es va assentar a la Conca del Coure del parc, fa uns 1.000 anys.
El Parc Nacional i la Reserva de la Badia de les Glaceres és una terra d'impressionants paisatges, costes verges, muntanyes, glaceres, fiords i fins i tot boscos humits temperats. Els visitants arriben amb avió o a bord de creuers i una varietat de vaixells turístics més petits. Les úniques instal·lacions per a visitants del parc es troben a la zona de Bartlett Cove, incloent-hi el Glacier Bay Lodge, el Centre de Visitants del Parc, l'Estació d'Informació per a visitants, les exposicions i la seu del parc. Hi ha senders, moll públic, lloguers de caiac i una zona d'acampada per ajudar els visitants a explorar la natura. Els guardes del parc ofereixen activitats guiades amb regularitat i també pugen a bord de creuers i vaixells turístics per presentar informació.

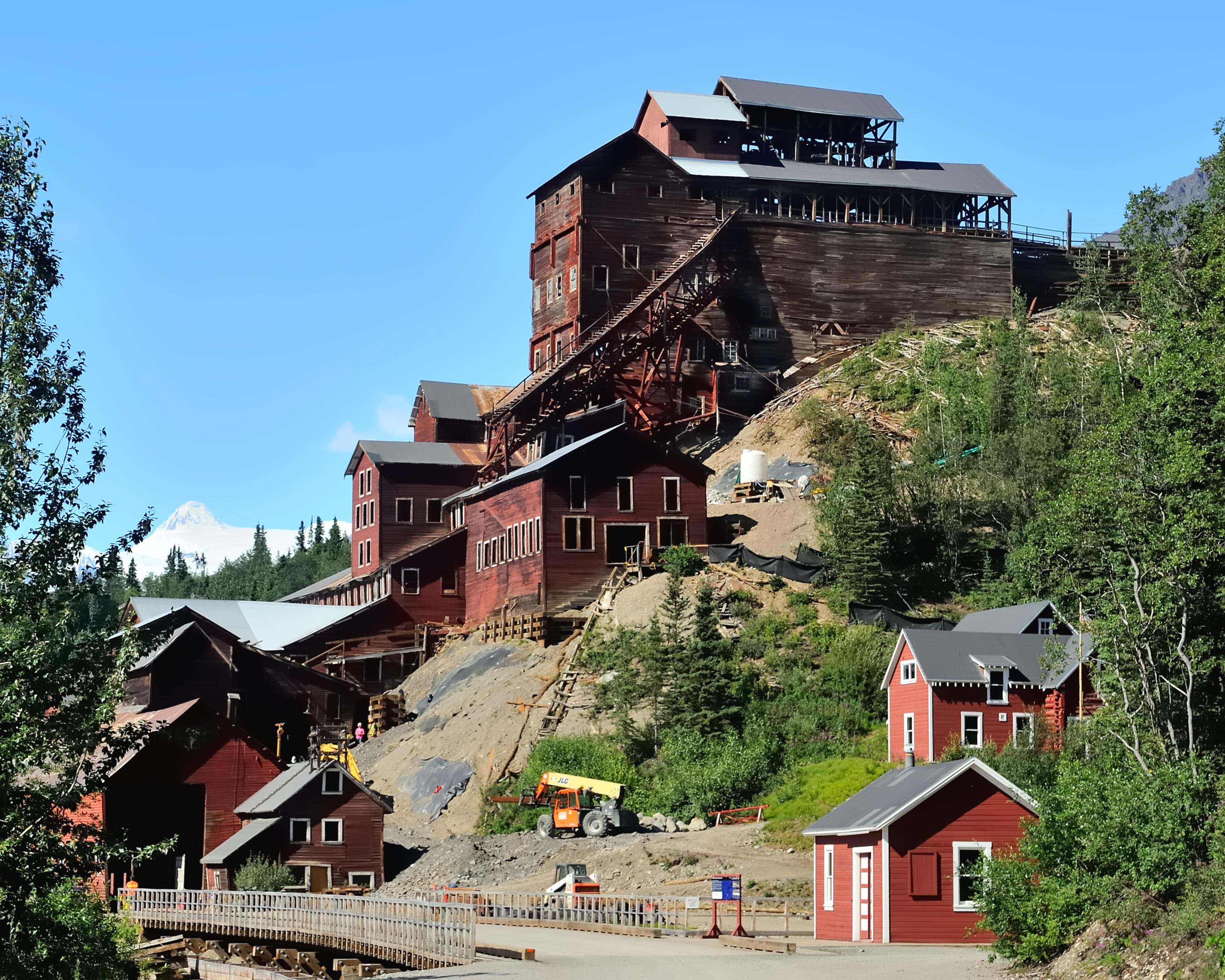
Mines històriques de Kennecott al Parc Nacional i Reserva de Wrangell-San Elías.

El Parc Nacional i Reserva de Wrangell-San Elías és el parc nacional més gran dels Estats Units, amb més de 5,2 milions d'hectàrees. Els visitants poden gaudir d'una vasta naturalesa escènica amb imponents muntanyes, enormes glaceres i cabalosos rius alimentats pel gel. El parc conté ecosistemes sencers i intactes, amb mil·lennis d'antiguitat. Els visitants també poden endinsar-se en la rica història de la zona a les mines de Kennecott, un monument històric nacional inscrit al Registre Nacional de Llocs Històrics, o passar per l'històric poble de Chitina, que inclou una oficina de correus, serveis de reparació de pneumàtics, cafeteria i diverses opcions d'allotjament. Kennecott es considera el millor exemple que queda de la mineria del coure de principis del segle xx, amb les seves mines històriques i el poble de l'establiment on es processava el mineral. El monument històric nacional de les mines de Kennecott inclou els terrenys i les concessions mineres que van constituir la base de la Kennecott Copper Corporation, que posteriorment es va convertir a la Kennecott Minerals Company. Entre 1911 i 1938 es va processar coure per valor de gairebé 200 milions de dòlars.